# 盖士利

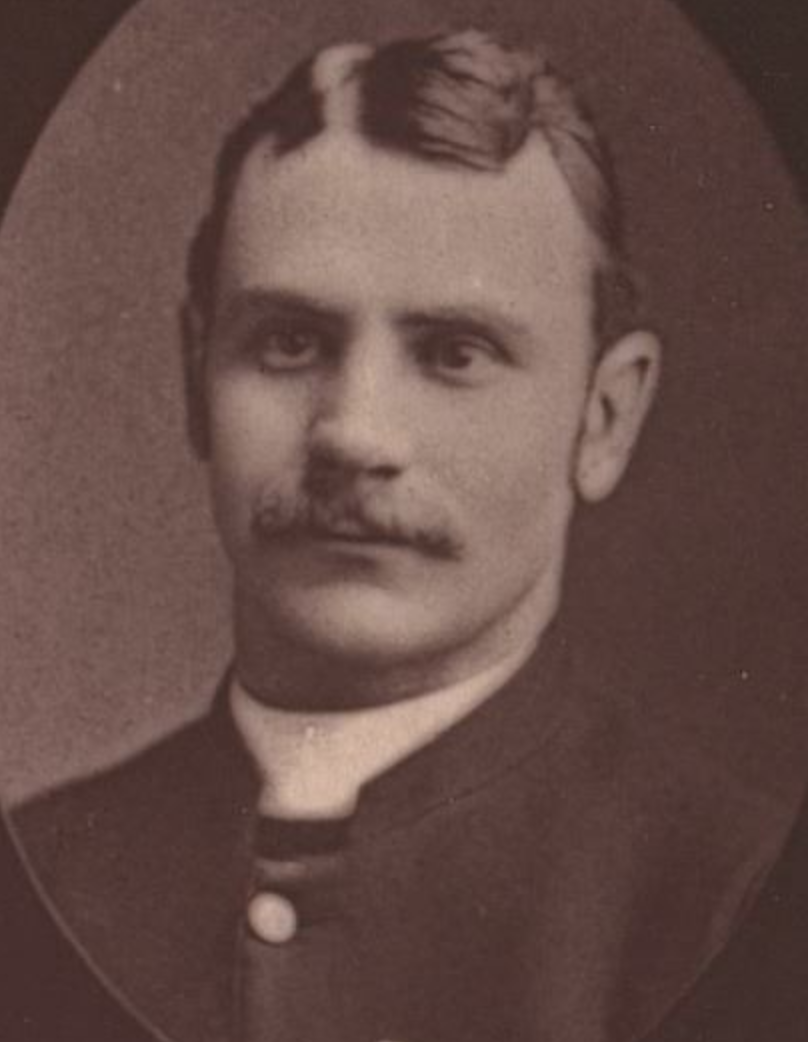
蓋士利

盖士利（1858年3月11日—1925年11月7日），也译蓋為良、葛施理，原名威廉·沃特·卡塞爾斯（英語：William Wharton Cassels），是一位英国圣公会传教士，圣公会华西教区首任主教。

## 生平
盖士利出生于葡萄牙波尔图，就读于英国德比郡雷普顿学校和剑桥大学圣约翰学院。1881年接受按立。随后担任兰贝斯圣公会诸圣堂牧师。1885年2月5日，因受到戴德生的影响，作为内地会传教士前往中国传教，为“剑桥七杰”之一。3月18日到达上海，随后前往四川省工作。1895年10月18日，圣公会新设华西教区，盖士利成为该教区首任主教，直到1925年在四川阆中因患伤寒去世，安葬在圣约翰大教堂花园里。盖士利主持修建的圣约翰大教堂中西合璧式样，可容纳2000人，是迄今为止中国西南规模最大的教堂。